# Clepitoides picturata
Clepitoides picturata is een keversoort uit de familie van de boktorren (Cerambycidae). De wetenschappelijke naam van de soort werd voor het eerst geldig gepubliceerd in 1911 door Pierre-Émile Gounelle.